# Chimena taiwanica
Espèce
Synonymes
- Mysmena taiwanica Ono, 2007

Chimena taiwanica est une espèce d'araignées aranéomorphes de la famille des Mysmenidae.

## Distribution
Cette espèce est endémique de Taïwan.

## Description
Le mâle holotype mesure 0,60 mm et la femelle paratype 0,82 mm.
Le mâle décrit par Lin et Li en 2022 mesure 0,65 mm et la femelle 0,78 mm.

## Systématique et taxinomie
Cette espèce a été décrite sous le protonyme Mysmena taiwanica par Ono en 2007. Elle est placée dans le genre Chimena par Lin et Li en 2022.

## Étymologie
Son nom d'espèce lui a été donné en référence au lieu de sa découverte, Taïwan.

## Publication originale
- Ono, Chang & Tso, 2007 : « Three new spiders of the families Theridiidae and Anapidae (Araneae) from southern Taiwan. » Memoirs of the National Science Museum, vol. 44, p. 71-82.